# Thalmässing
Thalmässing, historisch auch Thalmessingen, ist ein Markt im Landkreis Roth (Mittelfranken, Bayern). Er liegt in der Metropolregion Nürnberg und gehört zur Planungsregion Nürnberg (7).

## Geografie

### Geografische Lage
Thalmässing liegt am Rande des Naturparks Altmühltal, an der Grenze zum Fränkischen Seenland. Eingebettet zwischen Ausläufern des Juramassivs und dem Berg Landeck, erstreckt sich am Lauf der Thalach der Hauptort der gleichnamigen Gemeinde.
Nachbargemeinden im Landkreis Roth sind die Städte Heideck, Hilpoltstein und Greding, der Markt Titting im Landkreis Eichstätt sowie der Markt Nennslingen und die Gemeinde Bergen im Landkreis Weißenburg-Gunzenhausen.
Neben dem Jura zieht sich als zweite Anhöhe die Europäische Wasserscheide durch das Gemeindegebiet, welche die Flüsse entweder über die Donau ins Schwarze Meer oder über Main/Rhein in die Nordsee leitet.

### Gemeindegliederung
Die Gemeinde hat 38 Gemeindeteile (in Klammern sind der Siedlungstyp und Einwohnerzahlen Stand 2. Januar 2018 angegeben):
- Alfershausen (Pfarrdorf, 375 E.)
- Appenstetten (Einöde, 9 E.)
- Aue (Kirchdorf, 132 E.)
- Bergmühle (Einöde, 2 E.)
- Dixenhausen (Dorf, 97 E.)
- Eckmannshofen (Dorf, 38 E.)
- Eysölden (Pfarrdorf, 820 E.)
- Feinschluck (Einöde, 8 E.)
- Gebersdorf (Kirchdorf, 40 E.)
- Göllersreuth (Weiler, 33 E.)
- Graßhöfe (Einöde, 12 E.)
- Hagenich (Dorf, 66 E.)
- Heimmühle (Einöde, 4 E.)
- Hundszell (Einöde, 10 E.)
- Kätzelmühle (Einöde, 0 E.)
- Kammühle (Einöde, 4 E.)
- Kleinhöbing (Kirchdorf, 121 E.)
- Kochsmühle (Einöde, 2 E.)
- Kolbenhof (Einöde, 14 E.)
- Landersdorf (Kirchdorf, 105 E.)
- Lohen (Kirchdorf, 95 E.)
- Neumühle (Einöde, 9 E.)
- Offenbau (Pfarrdorf, 395 E.)
- Ohlangen (Kirchdorf, 66 E.)
- Pyras (Dorf, 235 E.)
- Rabenreuth (Weiler, 33 E.)
- Reichersdorf (Kirchdorf, 49 E.)
- Reinwarzhofen (Dorf, 93 E.)
- Ruppmannsburg (Kirchdorf, 128 E.)
- Schwimbach (Pfarrdorf, 93 E.)
- Stauf (Dorf, 94 E.)
- Steindl (Dorf, 84 E.)
- Stetten (Dorf, 53 E.)
- Thalmässing (Hauptort, 1877 E.)
- Tiefenbach (Kirchdorf, 67 E.)
- Waizenhofen (Dorf, 107 E.)
- Ziegelhütte (Einöde)
- Zinkelmühle (Einöde, 6 E.)

Es gibt auf dem Gemeindegebiet 18 Gemarkungen: Aberzhausen (Gemarkungsteil 1), Alfershausen, Aue, Dixenhausen, Eysölden, Hagenich, Kleinhöbing, Landersdorf, Lohen, Offenbau, Ohlangen, Pyras, Reinwarzhofen, Schwimbach, Stauf, Thalmässing, Tiefenbach (Gemarkungsteil 1) und Waizenhofen. Die Gemarkung Thalmässing hat eine Fläche von 6,093 km². Sie ist in 1722 Flurstücke aufgeteilt, die eine durchschnittliche Flurstücksfläche von 3538,48 m² haben. In ihr liegt neben dem namensgebenden Ort der Gemeindeteil Heimmühle.

## Geschichte

### Bis zur Gemeindegründung
Erstmals erschien Thalmässing vermutlich im Jahr 866 als „Talmazinga“ in einer Urkunde. Der Marktort gehörte bis 1806 zum Markgraftum Brandenburg-Ansbach. Im Zuge der Verwaltungsreformen in Bayern entstand mit dem Gemeindeedikt von 1818 die heutige Gemeinde. Der Ort hatte eine verhältnismäßig zahlreiche jüdische Bevölkerung. 1531 wird erstmals ein Jude erwähnt. Bis zum 19. Jahrhundert siedelten sich vermehrt Juden an, so dass ihr Anteil auf bis zu 21 % der Einwohnerschaft anstieg. 1933 lebten im Ort noch 33 Juden, vor allem die Familien Neuburger, Süß, Rosenfeld und Schülein. Franzi Neuburger (1894–1976) war die Mutter des israelischen Generalmajors Aharon Doron.

### Eingemeindungen
Am 1. Juli 1971 wurden im Zuge der Gemeindegebietsreform die Gemeinden Dixenhausen, Kleinhöbing, Landersdorf, Ohlangen, Reinwarzhofen und Stauf eingegliedert. Am 1. Januar 1972 kamen Hagenich, Lohen, Ruppmannsburg und Waizenhofen sowie Kolbenhof (ehem. Gemeinde Aberzhausen) und Tiefenbach (ehemals Hauptort der gleichnamigen Gemeinde) hinzu. Am 1. Juli 1972 folgte Aue. Die Reihe der Eingemeindungen wurde am 1. Mai 1978 mit der Eingliederung von Alfershausen, Schwimbach und des Marktes Eysölden abgeschlossen.

## Politik

### Marktgemeinderat
Der Marktgemeinderat hat 20 Mitglieder.
|      | CSU | SPD | FWS | TL * | Gesamt   |
| 2008 | 8   | 4   | 3   | 5    | 20 Sitze |
| 2014 | 6   | 3   | 4   | 7    | 20 Sitze |
| 2020 | 7   | 2   | 5   | 6    | 20 Sitze |

(Stand: Kommunalwahl am 15. März 2020)

### Bürgermeister
- Erster Bürgermeister: Johannes Mailinger (CSU)
- Zweiter Bürgermeister: Michael Kreichauf (CSU)
- Dritte Bürgermeisterin: Eva Dorner (TL)

### Wappen und Flagge
Wappen
| | Blasonierung: „Gespalten von Silber und Rot; vorne am Spalt ein halber, golden bewehrter roter Adler, hinten auf grünem Boden, darin ein silberner Wellenbalken und zwei goldene Laubbäume, am Spalt ein silberner Zinnenturm“ |
| Wappenbegründung: Das Wappen geht auf eine Verleihung von 1541 durch Markgraf Georg Friedrich von Ansbach für Bürgermeister, Rat und Gericht von Landeck zurück. Der halbe Adler ist das brandenburgische Wappenbild in geminderter Form. Der Turm stellt die Burg Landeck dar, die Sitz des Gerichts war. Der Markt übernahm das Wappen und das Siegel. Thalmässing führt seit dem 18. Jahrhundert ein Wappen. | |

Flagge
Die Gemeindeflagge ist weiß-rot-gelb.

### Ortssprecher
Fast alle Gemeindeteile haben einen Ortssprecher oder eine Ortssprecherin, entweder als Marktratsmitglied, das in dem Gemeindeteil seinen Wohnsitz hat; wenn der Gemeindeteil kein gewähltes Ratsmitglied hat, ist es ein Bürger oder eine Bürgerin aus dem betreffenden Gemeindeteil, der in einer Bürgerversammlung gewählt wurde. Ortssprecher oder Ortssprecherinnen, die nicht Mitglied des Marktrates sind, dürfen an allen Sitzungen des Gemeinderats mit beratender Stimme teilnehmen und können Anträge stellen. Die Ortssprecher betreuen auch die gemeindliche Anschlagtafel des jeweiligen Gemeindeteils.
Folgende Gemeindeteile verfügen über einen eigenen Ortssprecher:
Alfershausen, Aue mit Kochsmühle, Dixenhausen mit Graßhöfe, Eckmannshofen, Eysölden, Gebersdorf mit Bergmühle, Göllersreuth mit Feinschluck und Kätzelmühle, Hagenich, Kleinhöbing mit Zinkelmühle, Landersdorf mit Hundszell, Lohen mit Kammmühle, Offenbau, Ohlangen, Pyras, Rabenreuth, Reichersdorf, Reinwarzhofen, Ruppmannsburg, Schwimbach mit Appenstetten, Stauf, Steindl, Stetten, Tiefenbach, Waizenhofen.

### Gemeindepartnerschaft
- Reißeck, Österreich

## Kultur und Sehenswürdigkeiten

### Museen
Aus dem Vor- und frühgeschichtlichen Museum Thalmässing, dem Geschichtsdorf in Landersdorf sowie dem Archäologischen Wanderweg wurde im Jahr 2013 das ganzheitliche Konzept Fundreich Thalmässing entwickelt. Das Museum wurde baulich umfassend saniert, durch Anmietungen vergrößert und die Ausstellung dem neuen Konzept angepasst. Die ausgestellten Funde aus der Stein-, Bronze- und Eisenzeit bis zur Zeit der Völkerwanderung wurden überarbeitet und mit neuen interaktiven Schautafeln erweitert. Neu sind zudem die Mitmach-Ecke für Kinder sowie ein Mehrzweckraum für Vorträge oder Sonderausstellungen.
Der archäologische Wanderweg wurde in die drei Themenwege Vorgeschichtsweg, Mittelalterweg sowie Kelterweg unterteilt. Ersterer besitzt nach einer Zertifizierung durch das Deutsche Wanderinstitut das Siegel Premiumweg, welches bislang nur an wenige Wanderweg in Bayern vergeben wurde.
Das Geschichtsdorf am südlichen Rand von Landersdorf wuchs aus der anfänglichen Rekonstruktion eines Keltischen Bauernhauses durch die Naturhistorische Gesellschaft Nürnberg e. V. Zwischenzeitlich können neben dem Keltenhaus die detailgetreuen Nachbildungen eines Bajuwarenhauses sowie eines Steinzeithauses besichtigt werden. Ein vorgeschichtlicher Garten mit dem Anbau von Einkorn, Emmer, Dinkel, Ackerbohnen, Lein, Mohn und Färbepflanzen rundet das Thema Vor- und Frühgeschichte anschaulich ab.
Das Michael-Kirschner-Kulturmuseum im Gemeindeteil Stauf beschäftigt sich mit dem Leben im 18. und 19. Jahrhundert der kleinbäuerlichen Familien. Der Namensgeber Michael Kirschner vermachte in seinem Testament das Anwesen der Dorfgemeinschaft Stauf, welches das Museum in elfjähriger Arbeit als solches erschuf und seitdem der Öffentlichkeit zugänglich macht.

### Bauwerke
- Bunker
- Burg Stauf
- Burgstall Altenberg auf dem gleichnamigen Berg zwischen Eysölden und Stauf
- Schloss Eysölden[19]
- Burgstall Landeck (zerstört)
- Keltenschanze
- Mindorf-Linie, Vorläuferprojekt des heutigen Main-Donau-Kanals bei Pyras

Kirchen im Gemeindegebiet
- Die evangelisch-lutherische Pfarrkirche St. Gotthard in Thalmässing wurde 1721 nach den Plänen des markgräflichen Baudirektors Wilhelm von Zocha an der Stelle einer baufälligen gotischen Kirche errichtet.
- Die evangelisch-lutherische Kirche St. Michael in Thalmässing, ein Barockbau, wurde 1712/13 unter dem ansbachischen Hofbaudirektor Gabriel de Gabrieli von Lorenzo Salle erbaut. An der Südseite des Friedhofes befinden sich künstlerisch gestaltete Grabsteine aus heimischem Kalkstein.
- Die evangelisch-lutherische Kirche St. Marien mit gotischem Turm in Thalmässing ist heute Gemeindehaus der Pfarrei St. Michael, das die zweitgrößte evangelische Bücherei in Bayern beherbergt.
- Die katholische Pfarrkirche St. Peter und Paul in Thalmässing aus dem Jahre 1924 wurde vom Nürnberger Architekten Otto Schulz geplant und 1993/94 modern umgestaltet.
- Die evangelisch-lutherische Pfarrkirche St. Martin in Alfershausen wurde 1742 vom Ansbacher Bauinspektor Johann David Steingruber im Markgrafenstil erbaut.
- evangelisch-lutherische Pfarrkirche St. Ottilien in Aue
- Die evangelisch-lutherische Pfarrkirche St. Thomas und Ägidius in Eysölden war einst Urpfarrei und Oberamtskirche. Sie wurde vom Ansbacher Bauinspektor Johann David Steingruber im Markgrafenstil erbaut.[20] Die in ihrer jetzigen Form 1752 fertiggestellte Kirche mit altem gotischen Turm und Grabsteinen des Orts- und Oberamtsadels ist tagsüber geöffnet.[21]
- evangelisch-lutherische Kirche St. Jakobus in Landersdorf
- katholische Kirche St. Johannes Evangelist in Lohen
- evangelisch-lutherische Kirche St. Erhard in Offenbau
- Die katholische Kirche St. Gregor in Ohlangen besitzt eine seltene Madonna aus Ton.
- evangelisch-lutherische Kirche St. Lorenz in Schwimbach mit dem besonders sehenswerten Laurentius-Altar aus der Nürnberger Wolgemut-Schule
- evangelisch-lutherische Christuskirche in Ruppmannsburg
- evangelisch-lutherische Kirche St. Johannis Enthauptung in Reichersdorf
- evangelisch-lutherische Kirche St. Nikolaus in Gebersdorf
- Eine erste Synagoge wurde 1690 in der ehemaligen Badstube eingerichtet. Bei der Auflösung der jüdischen Gemeinde Thalmässing 1937 wurde die Synagoge geschlossen. Sechs Torarollen kamen zur Verwahrung zum Verband der Bayerischen israelitischen Gemeinden nach München. Beim Novemberpogrom 1938 wurde die Inneneinrichtung der Synagoge mit allen noch vorhandenen Möbeln und Ritualien zerstört.

Das Synagogengebäude wurde im Zweiten Weltkrieg als Getreidespeicher, später als Turnhalle (noch in den 1960er Jahren) zweckentfremdet und im Jahr 1972 abgebrochen. Auf dem Grundstück wurde ein Wohnhaus erstellt. Ein Gedenkstein für die Synagoge ist unweit des ehemaligen Standortes aufgestellt.

### Sehenswerte Baumveteranen

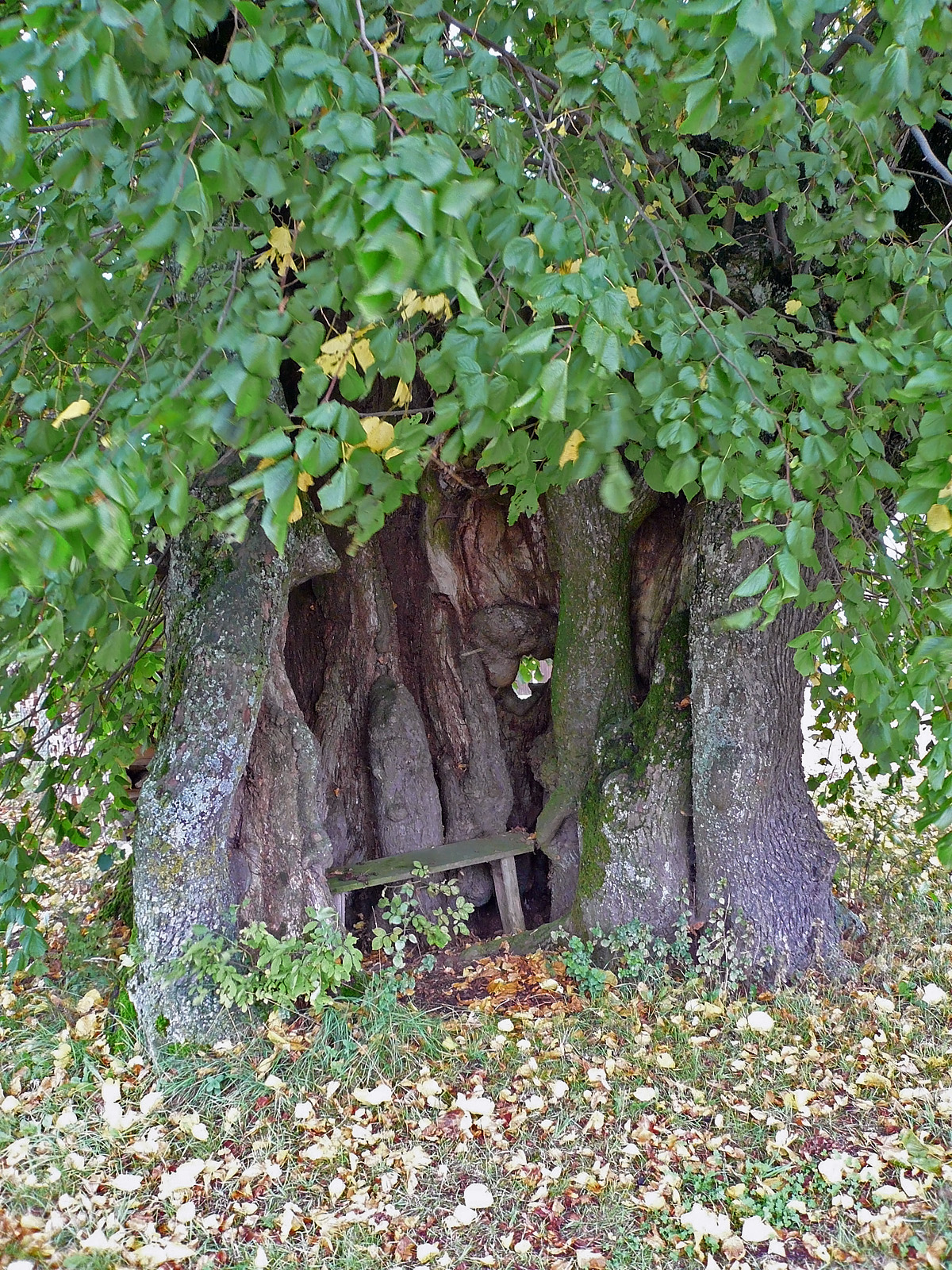
Kolbenhoflinde
⊙ Die„Tausendjährige“ Linde am Kolbenhof. Das Naturdenkmal steht exponiert an der Straße des Weilers
Alte Linde am Kolbenhof
⊙ Dieser gleichfalls bemerkenswerte Baum steht im Hofraum hinter einem Wirtschaftsgebäude bei der Trafostation.
Traubeneiche bei Eysölden
⊙ Die dickste Traubeneiche Bayerns steht östlich von Eysölden auf einer Wiese am Waldrand.
Bauernlinde bei Hundszell
⊙ Die mächtige, 700-jährige Sommerlinde steht am Ortseingang von Hundszell frei auf einer Wiese am Straßenrand.

### Baumdenkmal
Die Einheitseiche am Schützenhaus in Eysölden wurde am 3. Oktober 1990 gepflanzt.

### Christliche Gemeinden
- Thalmässing, Evangelische Kirchengemeinden St. Gotthard und St. Michael[28]
- Thalmässing, Katholische Kirchengemeinde St. Peter und Paul[29]
- Eysölden, Evangelische Kirchengemeinde[30]
- Steindl, Landeskirchliche Gemeinschaft (LKG)

### Rad- und Wanderwege
- Archäologischer Wanderweg (Rundwanderweg)
- D-Wanderweg (Thalmässing – Morsbach – Emsing)
- Grenzstein-Wanderweg (von Gerhard Schieferdecker angelegt, zwei Rundwanderwege um Eysölden)
- Wanderweg Zur Keltenschanze und zum Wagenschreck Thalmässing – Ohlangen (von Gerhard Schieferdecker angelegt)
- Radrundwanderweg entlang der Gemeindegrenzen
- Erster deutscher Spaßwanderweg um Ruppmannsburg, Reinwarzhofen und Waizenhofen
- Jakobsweg von Nürnberg über Thalmässing nach Eichstätt
- Kulturwandweg Rothsee – Naturpark Altmühltal (Teilstück im Gemeindebereich)
- Frankenweg Berching – Treuchtlingen (Teilstück im Gemeindebereich)
- Gredl-Radweg von Hilpoltstein über Thalmässing bis Greding entlang der alten Bahntrasse mit Bahnexponaten und Infotafeln
- Alprandweg Treuchtlingen – Berching
- Die durch das gesamte Gemeindegebiet verlaufenden Wanderwege 1–8 werden von Wanderwegpaten gepflegt, die auch geführte Wanderungen durchführen.

### Sport
- Waldschwimmbad mit Quellwassereinspeisung
- Sportanlagen mit Turnhalle (incl. Tischtennisraum und Luftgewehrschießstand), zwei Sportplätzen, Tennisplatz in der Badstraße
- Schießanlage (50- und 100-Meter-Bahn) im Wald zwischen Thalmässing und Waizenhofen
- Fallschirmsport im Ortsteil Waizenhofen
- Fußballplätze in Eysölden
- Turnhalle im nördlichen Teil Eysöldens

### Musik
- Jugendkapelle Thalmässing Sound
- Blaskapelle Thalmässing
- Heimos Jazz Band
- Seemannschor
- Aktive Pop/Rock-Szene
- Kirchenchor Thalmässing
- Liturgischer Chor St. Gotthard
- Posaunenchor St. Gotthard
- Thalmäs-Sing Kids

### Regelmäßige kulturelle Veranstaltungen
- Großer Umzug mit mehr als 50 Gruppen am Faschingssamstag
- Oster-, Pfingst-, Michaeli- und Martinimarkt mit überregionaler Bedeutung
- Kurzfilmtage Thalmässing
- Keltenfest des keltischen Geschichtsdorf in Landersdorf
- Marktplatzfest mit Trödelmarkt
- Traditionelle fränkische Kirchweihen im Unter- und Oberdorf sowie in vielen Ortsteilen
- Theaterabende in vielen Ortsteilen
- Thalmässinger Music Adventure
- Weihnachtsmarkt
- Silvesterparty auf dem Marktplatz

## Wirtschaft und Infrastruktur

### Verkehr

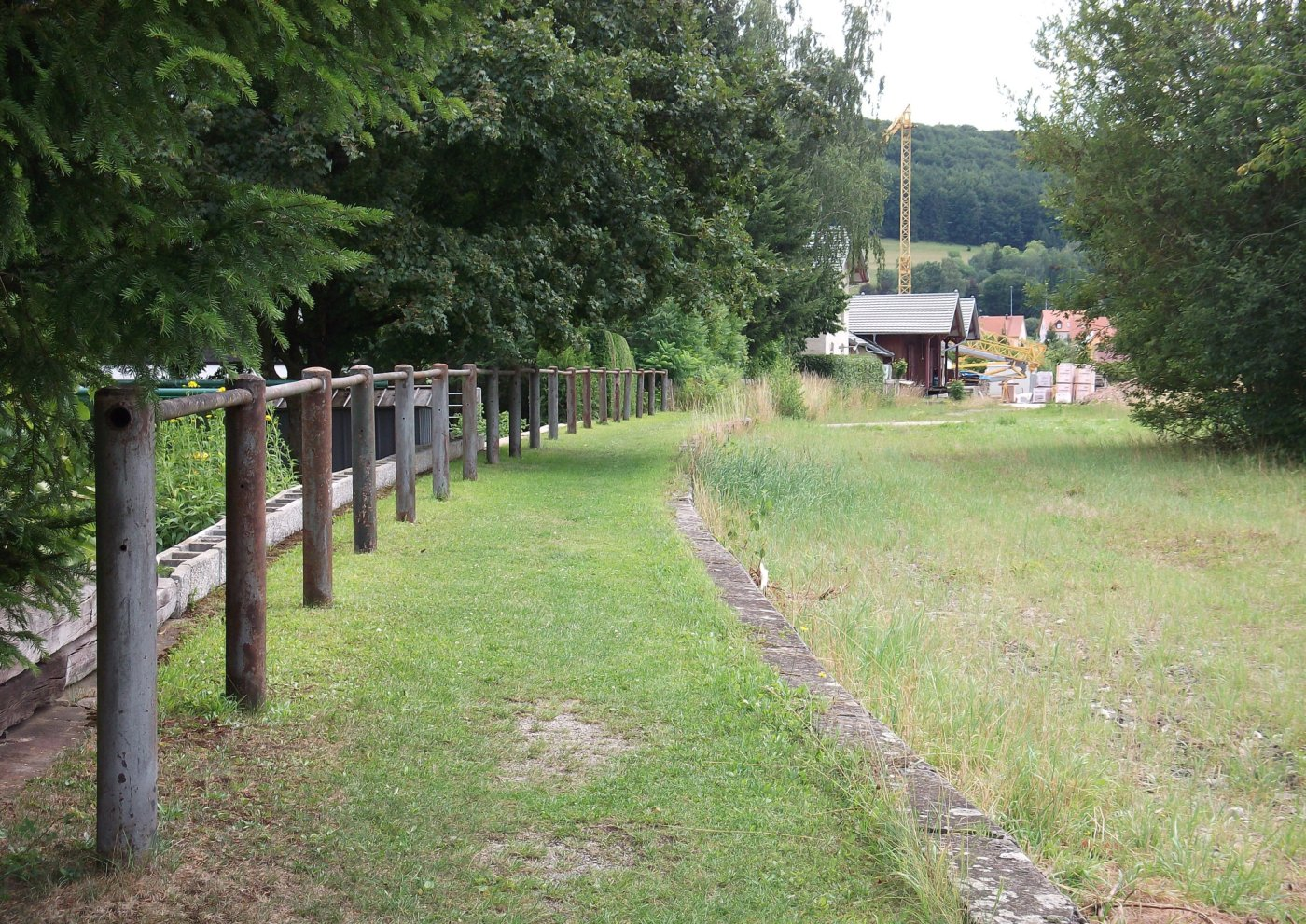
Bahnsteig des ehemaligen Bahnhofs Thalmässing (2012)

- Thalmässing liegt jeweils zwölf Kilometer von der Anschlussstelle 56 Hilpoltstein-Süd und der Anschlussstelle 57 Greding der Bundesautobahn 9 entfernt. Die Staatsstraße 2227 führt nach Greding (11 km südöstlich) bzw. nach Nennslingen (8 km südwestlich). Die Staatsstraße 2225 führt über Alfershausen nach Hilpoltstein (11,5 km nördlich) bzw. nach Titting (10 km südlich). Die Kreisstraße RH 40 führt nach Eysölden (5 km nördlich). Gemeindeverbindungsstraßen führen nach Ohlangen (2,5 km westlich) und nach Eckmannshofen (0,8 km östlich).[2]
- Die Schnellfahrstrecke Nürnberg–Ingolstadt wurde in den 2000er Jahren neben der BAB 9 gebaut. Über die Regionalbahnhöfe Kinding und Allersberg, zu denen eine regelmäßige Busverbindung besteht, gelangt man zu den ICE-Bahnhöfen Ingolstadt und Nürnberg.
- Thalmässing verfügte über einen dreigleisigen Bahnhof an der Roth–Thalmässing–Greding („Gredl“).[31] Der planmäßige Personenverkehr wurde 1974 eingestellt und durch eine Buslinie ersetzt. Der Güterverkehr folgte 1997, die Stilllegung der Infrastruktur 1999. In den frühen 2000er Jahren entstand auf weiten Teilen der ehemaligen Gleisanlagen ein Fahrradweg.
- Nahe dem Gemeindeteil Waizenhofen befindet sich der Flugplatz Thalmässing-Waizenhofen, ein privater Flugplatz für Ultraleichtflugzeuge.

### Wirtschaft
Im Jahr 2022 erzielte Thalmässing Einnahmen aus der Gewerbesteuer in Höhe von 3,49 Millionen Euro. Mit einem Gewerbesteuerhebesatz von 330 % zählt die Gemeinde zu den steuerlich attraktiven Standorten Deutschlands. Thalmässing ist etwa steuerlich deutlich günstiger als die Nürnberg (Gewerbesteuerhebesatz 467 %).

### Ansässige Unternehmen
- Maschio Deutschland: Deutschlandsitz der weltweiten Maschio-Gaspardo-Gruppe (Produkte der landwirt. Bodenbearbeitung)
- Altfettentsorgung Lesch: Hauptsitz des in Süddeutschland und Österreich tätigen Altfett-Recyclingbetriebes
- Im Gemeindeteil Pyras befindet sich die Pyraser Landbrauerei, deren Bier in weiten Teilen Frankens erhältlich ist.

## Persönlichkeiten
- Argula von Grumbach (Stauff) (1492–1544), Verfasserin bedeutender reformatorischer Flugschriften
- Christoph Ludwig Köberlin (1794–1862), Pfarrer und Botaniker, war von 1852 bis zu seinem Tod 1862 Pfarrer in Eysölden
- Carl Hauselt (1828–1890), deutsch-amerikanischer Unternehmer im Lederhandel und Philanthrop, in Thalmässing geboren
- Joseph Schülein (1854–1938), Begründer der Löwenbräu AG 1921, in Thalmässing geboren
- Christian Starck (1862–1952), Pfarrer von St. Gotthard, Ortschronist und Ehrenbürger zu Thalmässing
- Franz Kerl (1873–1956), Heimatforscher und Hobbyarchäologe; Träger des Bundesverdienstkreuzes am Bande (1955)
- Erwin Oehl (1907–1988), Kunstmaler und Schriftsteller; 1936 nach Paris emigriert
- Brigitte Hatz (1940–2022), österreichische bildende Künstlerin
- Katharina Storck-Duvenbeck (* 1968), deutsche Autorin